# Lalande 21185 (powieść)
Lalande 21185 – pierwsza powieść science fiction autorstwa Janusza Zajdla skierowana do młodego czytelnika, opublikowana w 1966 roku przez wydawnictwo Nasza Księgarnia.
Tytuł pochodzi od nazwy gwiazdy: Lalande 21185 jest jedną z najbliższych Słońcu, niewidocznych gołym okiem gwiazd; znajduje się w gwiazdozbiorze Wielkiej Niedźwiedzicy.
Projektantką ilustracji do powieści i pierwszej okładki jest Teresa Wilbik.

## Fabuła
Ziemska ekspedycja podróżująca w kosmosie trafia do innego układu planetarnego. Tam bada dwie planety co do których istnieje prawdopodobieństwo, że będą mogli na nich mieszkać ludzie. Oprócz opisu przygód kosmonautów, książka zawiera przemyślenia autora na temat eksploracji kosmosu i rozważania o etycznej stronie takich przedsięwzięć. Bohaterami są dzieci urodzone podczas ekspedycji, które nigdy nie mieszkały na żadnej planecie.

## Krytyka
Stanisław Frycie sytuuje powieść jako zbliżoną do cyklu Jerzego Broszkiewicza (Ci z Dziesiątego Tysiąca, Oko Centaura), znajdując także wyraźny wpływ twórczości Stanisława Lema. Pisze, że powieść może zainteresować czytelników „zręcznie skonstruowaną akcją, obfitującą w sceny pełne emocji i niespodzianek”. Badacz ocenia, że Zajdel próbował tu „nieśmiało wyłamać się z konwencji” powieści utopijnych, ograniczając wątek moralno-filozoficzny, ale nie wykorzystał okazji rozbudowania wątku psychologicznego. 
Antoni Smuszkiewicz ocenia, że choć powieść nie odbiega schematem konstrukcyjnym od innych utworów fantastycznych z lat 50., to autor nie powiela stereotypów. Autorzy Nowego słownika literatury dla dzieci i młodzieży oceniają fabułę jako „dynamiczną, pełną przygód”, wspartą akcentami wychowawczymi.